# マウピティ島

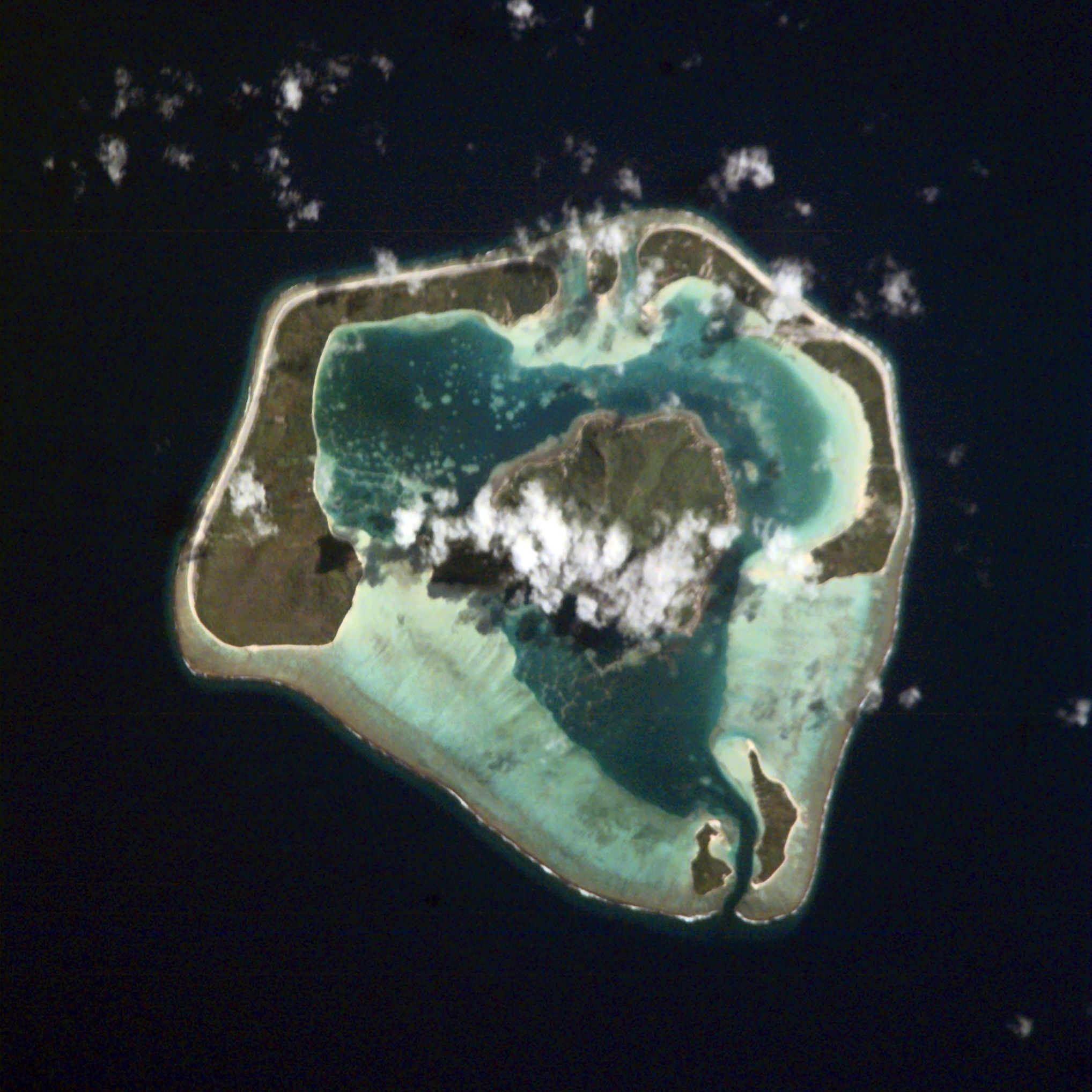

マウピティ島（Maupiti）は、フランス領ポリネシアに属する島。リーワード諸島に属し、ボラボラ島の西37kmの地点に位置する。人口1200人（2007年）、面積11km2。マウピティ島は実際には裾礁であり、中央にあるヌウウプレ山を中心とする山岳のある主島と、それを取り巻く環礁からなり、両者の間には礁湖が広がっている。